# جوديث شكسبير
جوديث شكسبير (بالإنجليزية: Judith Quiney)‏ (عُمدت 2 فبراير 1585 - تُوفيت 9 فبراير 1662) هي الابنة الصغرى لوليم شكسبير وآن هاثاواي وهي التوأم الحقيقي لابن شكيبير الوحيد هامنت شكسبير. تزوجت جوديث من توماس كويني تاجر الكحول بستراتفورد أبون آفون. ظروف زواج جوديث بالإضافة إلى سوء سلوك زوجها ربما تكون قد دفعت شكسبير إلى إعادة كتابة وصيته. حُرم كويني من ميراث بعد أن لجئت جوديث لحماية ميراثها منه. وقد آلت معظم ثروة أملاك شكشبير بموجب الملك المقيد لأبنته الكبرى سوزانا والورثة الذكور. أنجب جوديث وتوماس كويني ثلاثة أبناء. تَوفيت جوديث بعد وفاة أبناءها بعدة سنوات. وتم الاستعانة بها في العديد من القصص في محاولة للتعرف على الفترات المُبهمة في حياة والدها.

## النشأة

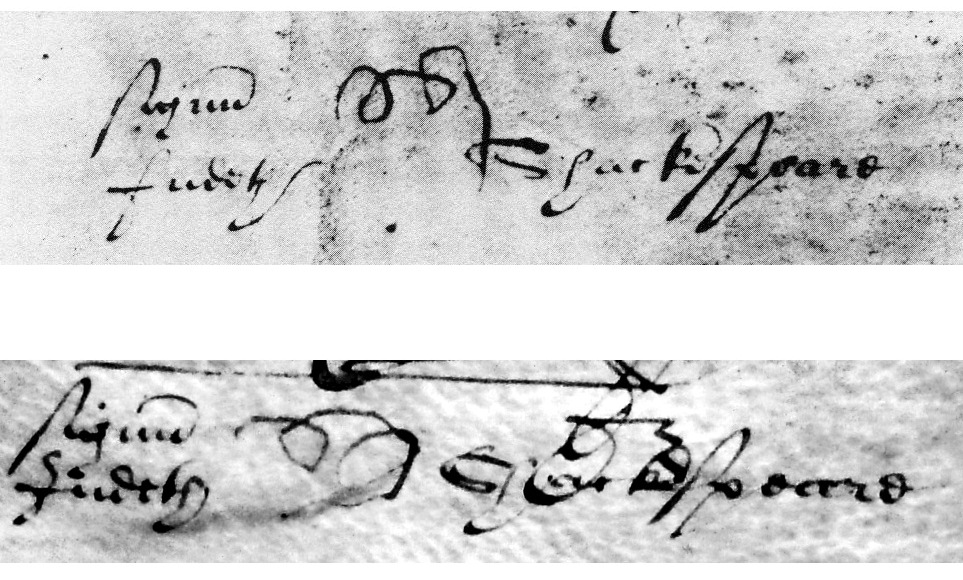
توضح الصورة علامة "ضفيرة"لجوديث شكسبير (مخطوطة "J" أسفل). تم إضافة الأسم والقب من قبل كاتب القانون.

جوديث هي ابنة كل من ويليم شكسبير وآن هاثاواي والأخت الصغرى لسوزانا وشقيقها التوأم هامنت الذي تُوفي في سن الحادية عشر. سُجلت مراسم تعميدها في سجل الرعايا كنيسة الثالوث المقدس في ستراتفورد أبون آفون بسم جوديث شكسبير والتي قام بها قس مدينة كوفنتري ريشارد بارتون بتاريخ 2 فبراير 1585. سُمي التؤام تيمناً بهامنت وجوديث صادلر أصدقاء الوالدين. وكان هامنت صادلر يعمل خبازاً بستراتفورد. كانت جوديث شكسبير أُمية على عكس والدها وزوجها. في عام 1611، شهدت ووقعت جوديث على عقد بيع منزل كل من إليزبيث كويني والدة زوجها المستقبلي وابنها الأصغر أدريان لصانع العجل وليم مونتفورد مقايل 131 جنيه إسترليني عن طريق البصم مرتين بدلاً من التوقيع باسمها.

## الزواج

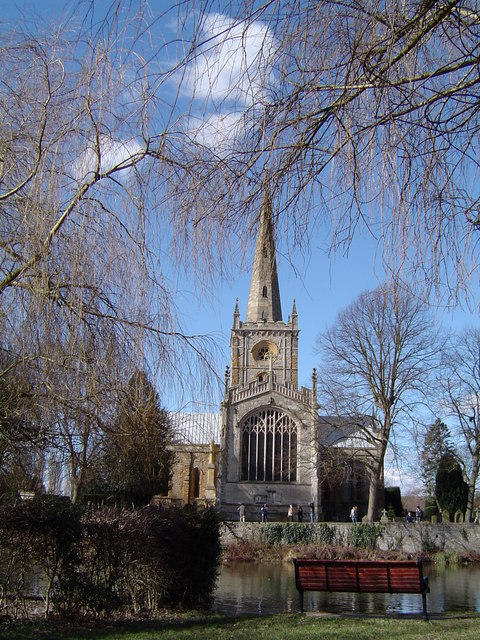
كنيسة الثالوث المقدس حيث تزوجت جوديث. الصورة أمام ضفة نهر آفون

تزوجت جوديث شكسبير ببائع الخمر توماس كويني في كنيسة الثالوث المقدس في فبراير 1616. ومن المرجح أن من قام بمراسم الزفاف هوالقس المساعد ريتشارد واتس الذي تزوج فيما بعد من أخت كويني. عُقدت مراسم الزواج في أيام ما قبل أيام الأعترف والتي كانت فترة يُمنع فيها الزواج. وفي عام 1616, تبدأ الفترة التي تُمنع فيها الزواج دون إعفاء من الكنيسة من 23 يناير وتنتهى في 7 إبريل قبل عيد الفصح بيوم وتشمل هذه القترة: أربعاء الرماد والصيام وتنتهي بأحد السبعين. ولذلك كان يقتضى لإتمام الزواج إصدار رخصة من قس وريستر لكن فشل الزوجين في الحصول عليها. فقد نشروا إعلان في الكنيسة لكن هذا لم يكن كافياُ. حيث فرض الوزير على الثنائى عقوبة مخففة حيث تزوج ثلاثة ازواج آخرون في فبراير. وبالرغم من ذلك إستًدعى كوينى للمثول أمام المحكمة الكنسية بوستر من قبل والتر نيكسون. والتر الذي تورط فيما بعد في قضية وأُدين بتزوير توقيعات والحصول على رشاوى. أما بالنسبة لجوديث، لم يُعرف ماإذا كان فُرض عليها نفس العقوبة أم لا، ففى كل الأحوال لم تستمر هذه العقوبة طويلاً حيث عاد الثنائى إلى الكنيسة لتعميد إبنهم البكرى.
بدأ الزواج بشكل غير لائق حيث كانت امرأة تُدعى مارجريت ويلر تحمل طفلاً من كوينى وتوفُيت هي وطفلها أثناء الولادة ودُفنو في 15 مارس 1616. وبعدها بأيام قليلة في 26 مارس مثل كوينى وأعترف أمام المحكمة الكنسية التي تبت في قضايا الدعارة والفسق بوجود علاقة جسدية تجمعه بماجريت ويلر طالباً الغفران فحكم عليه بفتح «صفحة بيضاء» وفقاً للأعراف. كما أمتثل مرة أخرى أمام رئيس بيشوبتون بوارويكشاير مرتديا ملابس عادية. ألزمه الجزءالأول من الحكم بدفع خمس شلنات لرعاية فقير.

## حارة شابل وأتوود وذا كادج
لم يُعرف المنزل الذي عاش فيه كل من كويني وجوديث بعد زواجهما، لكن جوديث كانت تمتلك كوخاً كان لولدها في حارة شابل بستراتفورد، بينما كان توماس يمتلك إيجار حانة باسم «أتوود» في هاي ستريت. إنتقلت ملكية الكوخ لشقيقتها كجزء من التسوية بموجب وصية والده. تبادل كوينى مع زوج شقيقته منازل مقابل نقل متجر الكحول في النصف الأعلى من منزل الذي يقع في زواية بين شارع هاي ستريت وبيردج ستريت. ويعُرف هذا المنزل باسم «ذا كادج» المقترن في الأصل بجوديث. وكان منزل ذا كادج حانة لبعض الوقت في القرن العشرون ثم تحول إلى مركز ستراتفورد للمعلومات.
تؤكد واقعة منزل ذا كادج على عدم ثقة شكسبير في كويني، حيث حاول كويني عام 1630 بيع ملكية تأجير المنزل لكنه مُنع من قبل نسيبه. وفي محاولة للحفاظ على حقوق جوديث وأبنائها نُقلت ملكية إيجار المنزل إلى زوج سوزانا جون هول وزوج ابنة شقيقتها توماس ناش والقس ريتشارد واتس زوج شقيقة كويني والذي قام بمراسم زواج كويني وجودي. في نوفمبر من عام 1652، آلت ملكية إيجار المنزل إلى ريتشارد كويني شقيق توماس الأكبر والذي كان يعمل بقالاً.

## وصية شكسبير الأخيرة

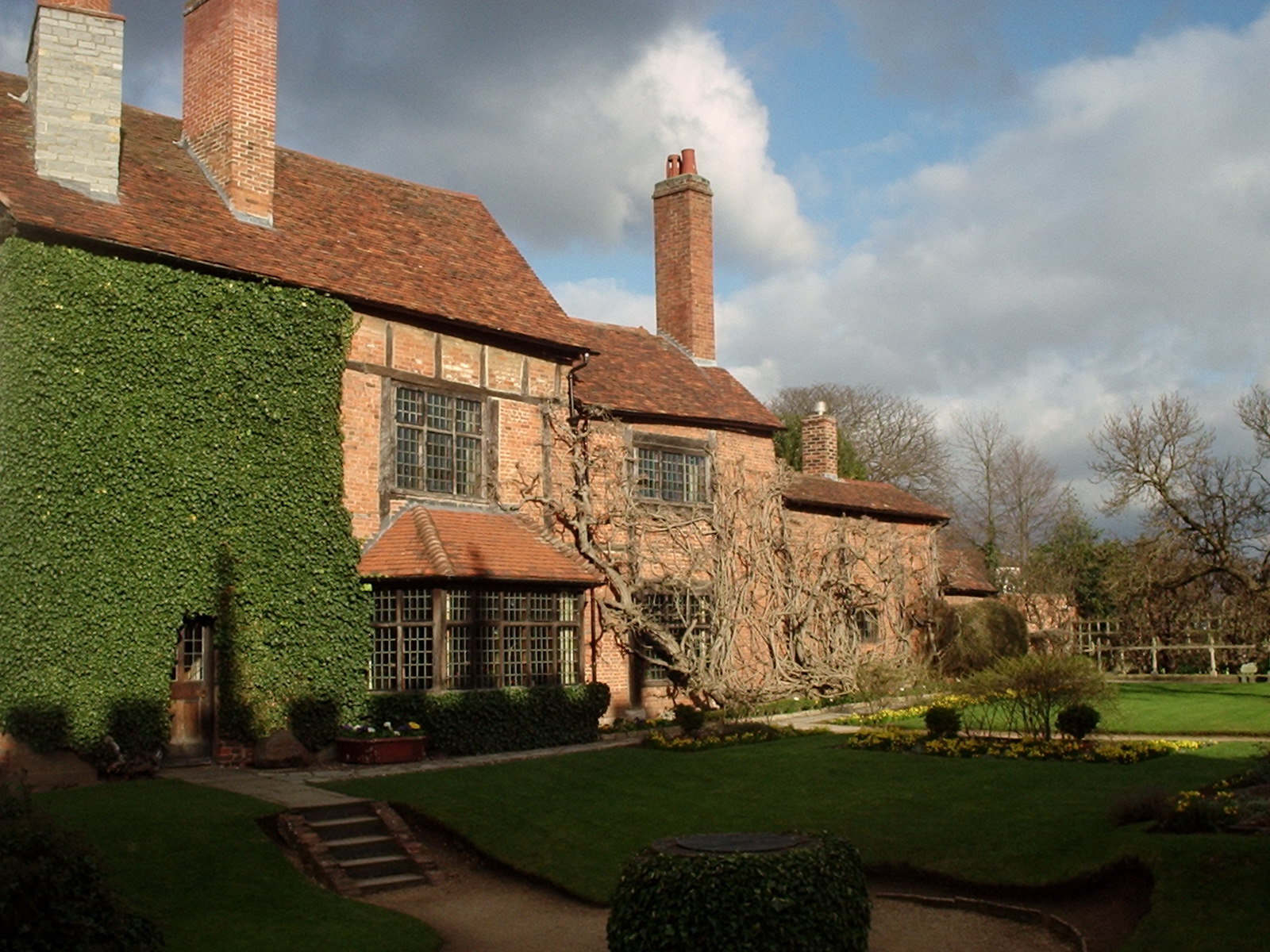
منزل ناشا بجوار منزل شكسبير الأخير

يُرجع سبب وراء تغيير شكسبير لوصيته هو البداية المشؤومة للزواج لاسيما غرابة كل من كوبنى وعائلته. ففى بداية الأمر، أستدعى شكسبير محاميه فرانسيس كولنز في يناير 1616. ثم قام في 25 مارس بتعديلات أخرى لوشكه على الموت ومخاوفه من كوينى. ينص بند في الوصية الأولى بحصول «كوينى على الميراث» لكن بسبب فشله آل الميراث إلى جوديث. فقد ترك لها بموجب الوصية 100 جنيه استرلنى (حوالى 20 ألف جنيه إسترلينى في 2016) وتكفله بمصاريف زواجها إلى جانب 50 جنيه إسترلينى أخرى في حالة تنازلها عن جوخ شابل، وتحصل على 150 جنيه إسترلينى آخرى هي أو أحد أبناءها بعد ثلاث سنوات من تاريخ الوصية حق انتفاع وليس امتلاك. لم يكن باستطاعة كوينى الحصول على هذا المال إلا في حالة إعطاء جوديث قطعة أرض بقيمة مساوية.
وقد قُسمت معظم ثروته التي تتكون من منزله ومنزله الجديد، ومنزلين في شارع هنلى، إلى جانب قطع أراضى في ستراتفورد أبون آفون وحولها. وقد وزع شكسبير ثروته على نحو تنازلى;1) لإبنته سوزانا 2) وعند وفاتها تذهب إلى «إبنها البكرى وإلى أبناءه الذكور بشكل قانونى».3) إلى ابنها الثالث وأبناءه الذكور. 4) إلى إبنها الثالث وأباءه الذكور.5) وإلى أبناءها الرابع والخامس والسادس وأبناءهم الذكور. 6) وإلى ابنتها إليزبث وأبناءها الذكور. 7) وإلى جوديث وأبناءها الذكور. 8) وإلى أي أحد يملك الحق الشرعى في الميراث. وتفُسر طريقة شكسبير في توزيع ثروته إلى عدم ثقته في كوينى بينما يُرجعها البعض إلى مكانة سوزانا عند والدها.

## الأولاد
أنجب جوديث وكويني ثلاثة أطفال هم:
- شكسبير (عُمد 23 نوفمبر 1616 - دُفن 8 مايو 1617)

- ريتشارد (عُمد 9 فبراير1618 - دُفن 9 فبراير 1639)

- توماس (عُمد 23 يناير 1620 - دُفن 28 يناير 1639)

سُمي شسكبير نسبة لجده من طرف والدته، بينما سُمي ريتشارد بهذا الاسم لشيوعه في عائلة كويني حيث كان كل من جده من طرف أبيه وعمه يحملان الاسم ريتشارد.
تُوفي شكسبير بعد ستة أشهر من ولادته، وتُوفي ريتشارد في سن الواحدة والعشرون عام 1639 فيما تُوفي شقيقه توماس في سن التاسعة عشر من نفس العام. أدت وفاة أولادها إلى عواقب قانونية جديدة، ودفع قرار الإنابة بأملاك والدها كل من سوزانا وإبنتها وزوج إبنتها لعمل تسوية قانونية لاحتفاظ عائلتها بالميراث، واستمر هذا الجدل القانوني لثلاثين سنة حتى عام 1652.

## وفاتها
تُوفيت جوديث في 9 فبراير 1662 بعد أسبوع من عيد ميلادها السابع والسابعون. عاشت بعد وفاة أولاده بثلاثة وعشرين سنة. دُفنت في مقابر كنيسة الثالوث المقدس لكن لم يُعثر على مكان محدد لقبرها. أما بالنسبة لزوجها فلم تشير الأخبار إلى معلومات كثيرة عن أيامه الأخيرة، لكن يُعتقد أنه تُوفي في 1662 أو 1663 أنه غادر ستراتفورد أبون أفون. كان لكويني ابن أخت يعيش في لندن كان يمتلك في ذلك الوقت ملكية إيجار ذا كادج.

## المراجع الأدبية

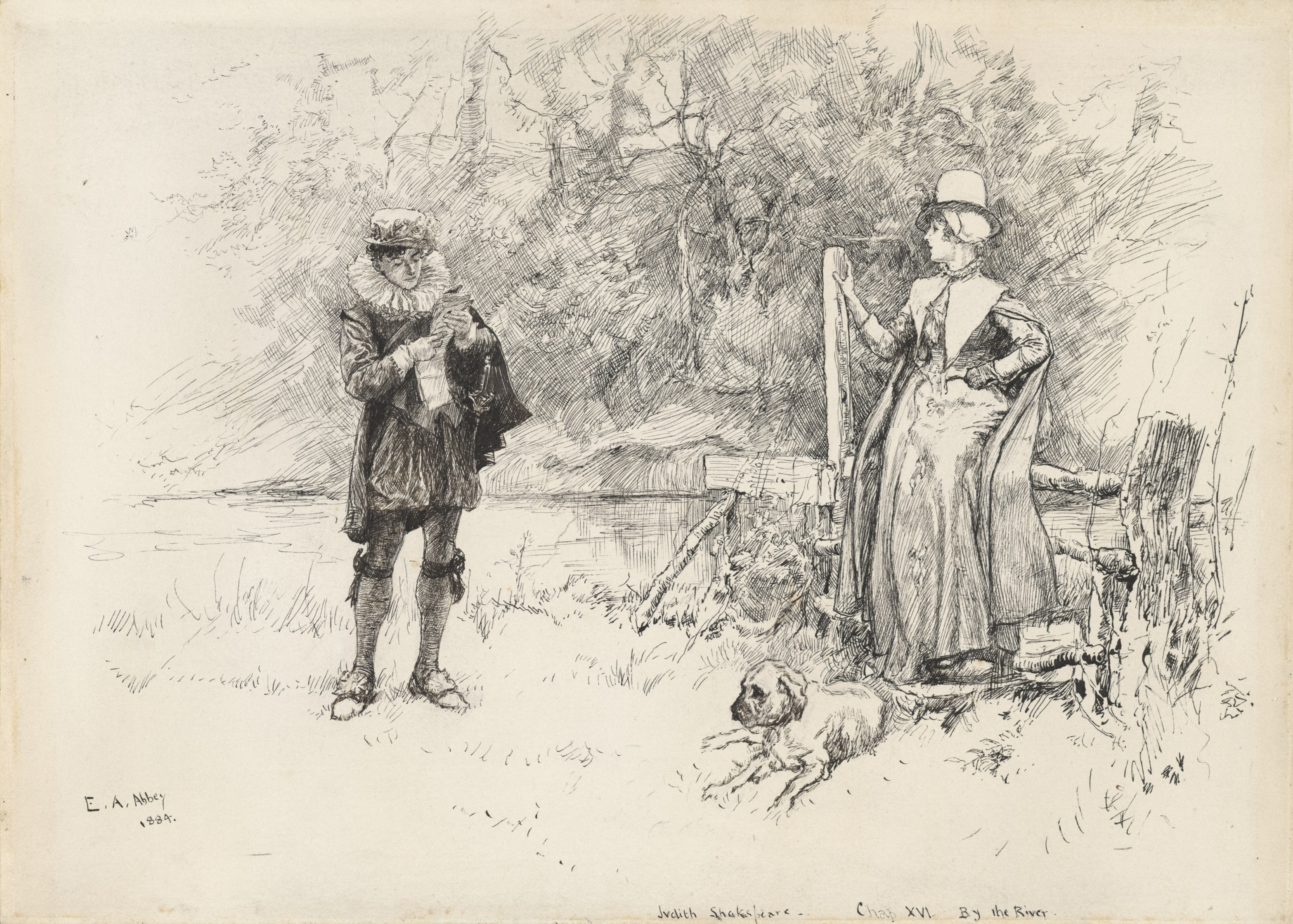
تسمح جوديث بعفوية لشاب لإلقاء نظرة أولية على مخطوطة والدها من العاصفة، المشهد مأخوذ من جوديث شكسبير لوليام بليك، ورسمه ادوين أوستن دير